# ابراوون
ابراوون (به انگلیسی: Aberavon) یک شهرک در ولز است که در نیث پورت تالبوت واقع شده‌است. ابراوون ۵٬۴۵۲ نفر جمعیت دارد.